# Britská Západní Indie

mapa Západní Indie (Karibiku) s vyznačením současných britských pozic v regionu

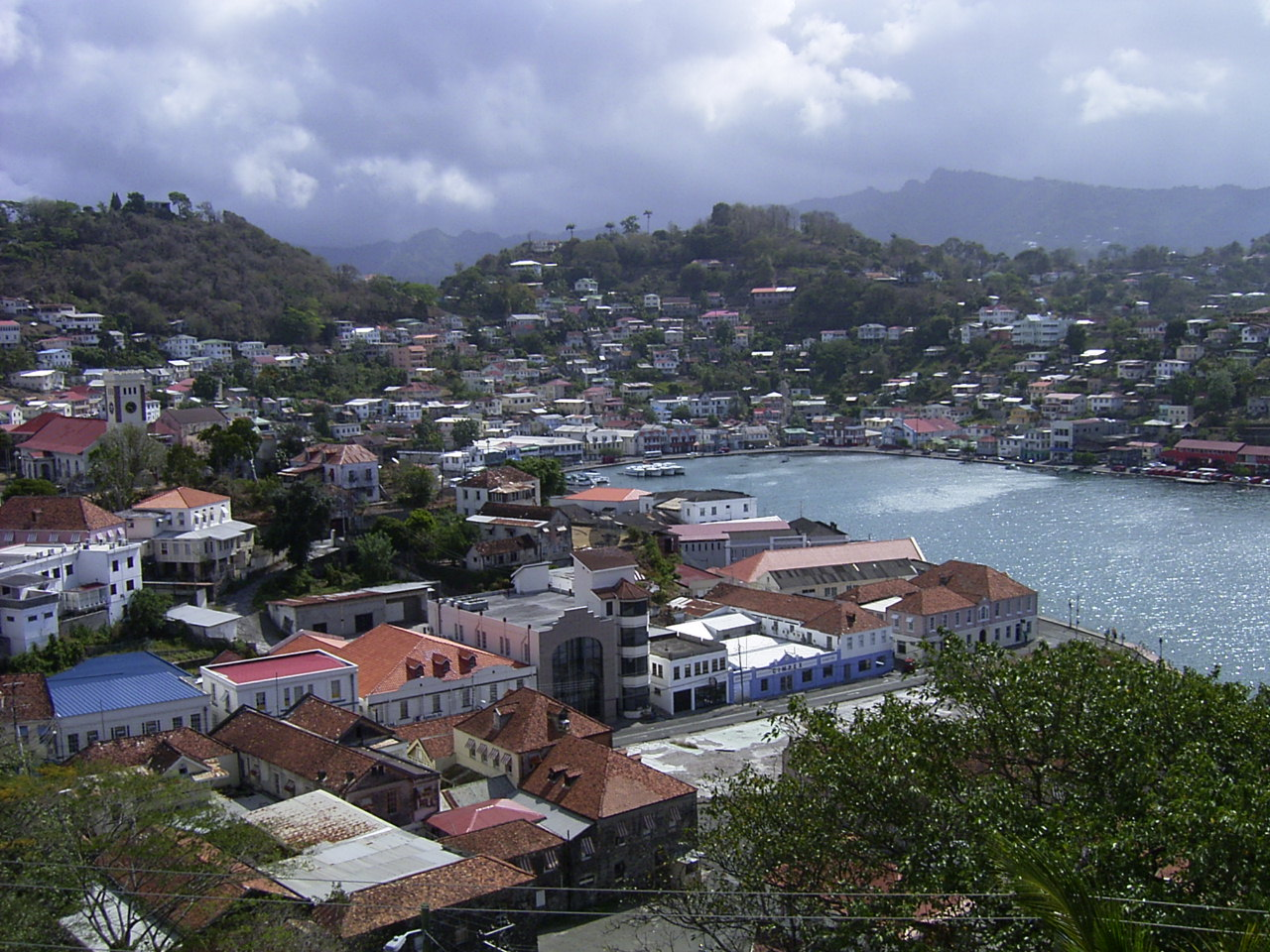
hlavní město Grenady

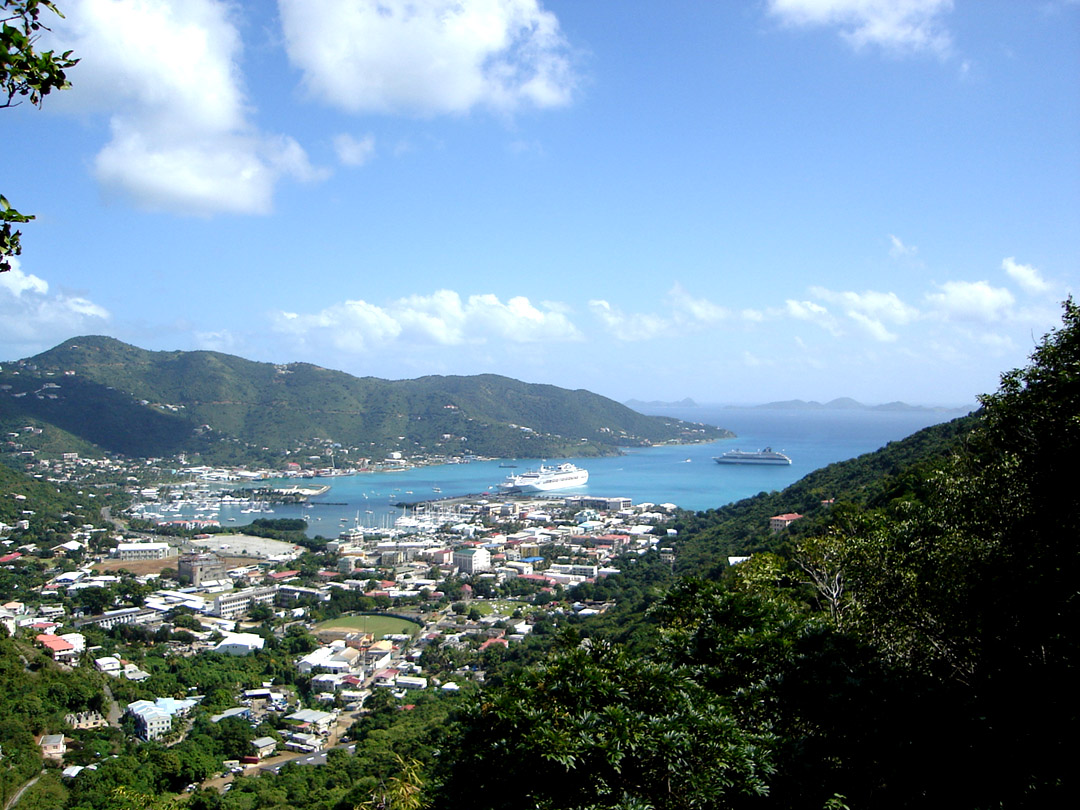
Britské Panenské ostrovy

Britská Západní Indie byl souhrnný název pro ostrovy v Karibiku, které tvořily součást britského impéria. Kromě západoindických (karibských) ostrovů bývají řazeny do Britské Západní Indie i britské pozice na pobřeží Střední a Jižní Ameriky a Bermudy. V roce 1912 sestávala Britská Západní Indie z 8 částí: Bahamy, Barbados, Britská Guyana, Britský Honduras, Jamajka, Trinidad a Tobago, Britské Závětrné ostrovy a Britské Návětrné ostrovy. Mezi roky 1958 a 1962 existovala tzv. Západoindická federace, která sdružovala většinu ostrovů pod britskou kontrolou. V současnosti je většina ostrovů samostatnými nezávislými státy, některé však nadále zůstávají zámořským územím Spojeného království.
Pro území v Karibiku s britskou tradicí a historií se používají i názvy Britské Antily či Anglofonní Karibik. Díky podobné historii jsou téměř všechny ostrovy součástí Karibského společenství či Commonwealth.

## Přehled území
Následující tabulka uvádí výčet území, která tvořila Britskou Západní Indii (+ Bermudy, Belize a Guyana).
| Území                     | Hlavní město   | Rozloha (km²) | Nezávislost | Poznámka                                           |
| ------------------------- | -------------- | ------------- | ----------- | -------------------------------------------------- |
| Anguilla                  | The Valley     | 91            | —           | tvořila součást Svatý Kryštof-Nevis-Anguilla       |
| Antigua a Barbuda         | Saint John's   | 443           | 1981        |                                                    |
| Bahamy                    | Nassau         | 13 940        | 1973        |                                                    |
| Barbados                  | Bridgetown     | 431           | 1966        |                                                    |
| Belize                    | Belmopan       | 22 966        | 1981        | bývalý Britský Honduras na pobřeží Střední Ameriky |
| Bermudy                   | Hamilton       | 53            | —           | leží v severním Atlantiku mimo karibskou oblast    |
| Britské Panenské ostrovy  | Road Town      | 153           | —           |                                                    |
| Dominika                  | Roseau         | 754           | 1978        |                                                    |
| Grenada                   | Saint George's | 344           | 1974        |                                                    |
| Guyana                    | Georgetown     | 214 970       | 1966        | bývalá Britská Guyana na pobřeží Jižní Ameriky     |
| Jamajka                   | Kingston       | 10 991        | 1962        | + dependence Kajmanské ostrovy a Turk a Caicos     |
| Kajmanské ostrovy         | George Town    | 262           | —           | bývalá dependence Jamajky                          |
| Montserrat                | Brades         | 102           | —           |                                                    |
| Svatá Lucie               | Castries       | 616           | 1979        |                                                    |
| Svatý Kryštof a Nevis     | Basseterre     | 261           | 1983        | tvořil součást Svatý Kryštof-Nevis-Anguilla        |
| Svatý Vincenc a Grenadiny | Kingstown      | 389           | 1979        |                                                    |
| Trinidad a Tobago         | Port of Spain  | 5 128         | 1962        |                                                    |
| Turks a Caicos            | Cockburn Town  | 430           | —           | bývalá dependence Jamajky                          |